# Octobranchus
Octobranchus is een geslacht van borstelwormen uit de familie van de Trichobranchidae. De wetenschappelijke naam van het geslacht werd voor het eerst geldig gepubliceerd in 1875 door Marion en Bobretzky.

## Soorten
- Octobranchus antarcticus Monro, 1936
- Octobranchus floriceps Kingston & Mackie, 1980
- Octobranchus japonicus Hessle, 1917
- Octobranchus lingulatus (Grube, 1863)
- Octobranchus longipes Blankensteyn & Lana, 1987
- Octobranchus myunus Hutchings & Peart, 2000
- Octobranchus pacificus (Berkeley & Berkeley, 1954)
- Octobranchus phyllocomus Hartman, 1952
- Octobranchus sexlobatus Hartmann-Schröder & Rosenfeldt, 1989
- Octobranchus sikorskii (Leontovich & Jirkov in Jirkov, 2001)

### Synoniemen
- Octobranchus giardi Marion & Bobretzky, 1875 => Octobranchus lingulatus (Grube, 1863)